# Sistema de Informação da Atenção Básica
O Sistema de Informação da Atenção Básica (SIAB) é um sistema de informação criado em 1998 pelo Ministério da Saúde do Brasil para reunir os dados e monitorar as ações do recém-criado Programa Saúde da Família, hoje Estratégia Saúde da Família (ESF). O sistema contém informações sobre cadastros de domicílios, incluindo condições de moradia e saneamento, e condições de saúde dos cidadãos. Há ainda dados referentes à composição e produção das equipes de Saúde da Família. Este sistema se organiza em um modelo de territórios, permitindo que os dados sejam interpretados do ponto de vista de uma região geográfica definida. Com a criação do Sistema de Informação em Saúde para a Atenção Básica (SISAB), em 2013, este tem sido considerado o principal sistema de informações da atenção primária no país. Assim, a utilização do SIAB tem sido gradativamente descontinuada.

## Ligações externa
- Página oficial do Sistema de Informação da Atenção Básica